# محمية جزر أم القماري
محمية جزيرة أم القماري، هيّ محمية طبيعة في المملكة العربية السعودية تحت اشراف المركز الوطني لتنمية الحياة الفطرية، تقع محمية جزيرة أم القماري جنوب غرب محافظة القنفذة في البحر الأحمر، وتبعد عنها بحوالي 19كم. وتتألف المحمية من جزيرتين هما : جزيرة أم القماري البرانية وجزيرة أم القماري الفوقانية، يبلغ مجموع مساحة الجزيرتين حوالي 182.500 متر مربع، وقد سميت الجزر بأم القماري بسبب كثرة طيور القماري فيها وبصورة خاصة في موسم الهجرة.

## نظرة عامة
يتكون سطح الجزيرتين من أحجار كلسية شعابية يبلغ متوسط ارتفاعها عن سطح البحر ثلاثة أمتار، ورمال ساحلية بيضاء، وتمتاز الشعاب المرجانية بجزيرة أم القماري البرانية بأن الكثير منها حية ومتنوعة، كما تكثر النباتات في وسط الجزيرتين وأهم النباتات في المحمية: الأراك والسواد والصبار والثندة والرغل، وإضافة إلى طيور القماري المهاجرة والمقيمة في الجزر، هناك أنواع كثيرة من الطيور البحرية والطيور الشاطئية وعدد من الطيور البرية مثل العقاب النساري ومالك الحزين والبلشون الأبيض والقمري المطوق الأفريقي، أما الحياة البحرية فتمتاز بتنوع هائل من الشعاب المرجانية والحيوانات اللافقارية البحرية.

## المحمية
تغطي سطح الجزيرتين أحجار كلسيّة شعابية ورمال بيضاء ناتجة عن تحطم الأصداف البحرية التي نقلتها الأمواج إلى الجزيرة، ويبلغ متوسط ارتفاعها عن سطح البحر ثلاثة أمتار. يسود غطاء نباتي كثيف وسط الجزيرتين يحوي أنواعا من أشجار الأراك والسواد والصبار والثّندة والرغل التي تمثل مصدر الغذاء والمأوى لبناء أعشاش الطيور، كما تحوي المحمية أنواعًا كثيرة من الطيور البحرية والطّيور الشاطئية مثل: العقاب النساري ومالك الحزين والبلشون الأبيض والنورس. أما الحياة البحرية فتمتاز بتنوع هائل من الشعاب المرجانيّة والحيوانات اللافقاريّة البحرية، وتمتاز الشعاب المرجانية بجزيرة أم القماري البرانية بكونها في حالة أحيائية جيدة لم تتأثر بعوامل التدمير فضلا عن كونها متنوعة. تتميز المحمية بتنوع الأسماك المرجانية ولافقاريات والسلاحف خطافية المنقار والسلاحف الخضراء، التي توفر زادا للطيور المقيمة والمهاجرة كالبلشونات والنوارس والخرشنات والطيور الخواضة، أما العقاب النساري الذي يسكن أم القماري فهو يعتمد على الأسماك التي تمتلأ بها مناطق الشعاب المرجانية الضحلة حول الجزر، وهو يبني أعشاشًا كبيرة إما على مرتفع من الأرض أو على الأشجار.

## موسم الهجرة
لجزر أم القماري مواعيد وفترات محددة من كل عام لتجمع وتكاثر القماري المهاجرة التي تفد إليها في شهر فبراير من كل عام بأعداد كبيرة تفوق أية تجمعات للقماري في أي مكان آخر، وتبقى في الجزر بين شهري مارس ومايو لتضع بيضها وتحتضنه حتى يفقس، ثم ترعى فراخها إلى أن تقدر على الطيران وتستكمل مسيرة حياتها ورحلة هجرتها باتجاه السواحل الشرقية لإفريقيا.

## انظر ايضاً
- القنفذة